# 林原めぐみ 1st LIVE -あなたに会いに来て-
『林原めぐみ 1st LIVE -あなたに会いに来て-』（はやしばらめぐみファースト・ライブ -あなたにあいにきて-）は、2017年6月11日に中野サンプラザで開催された、林原めぐみのコンサート。同年12月13日には公演の模様を収録したBlu-ray DiscとDVDが発売されている。

## 概要
2017年2月27日の林原本人のラジオ番組『林原めぐみのTokyo Boogie Night』にて同番組の放送1300回記念公開録音（ライブ同日の昼に開催）とともに開催が発表された。声優デビューから30年を超える林原だが、個人的な活動方針として基本的に個人のコンサート開催は行わず、ラジオ番組の公開録音や所属レーベルの合同イベント等以外では歌うことがなかった（林原めぐみ#活動上の方針も参照）。こうした方針から初めて転換し、キャリア初の単独ライブ開催となった。ライブ開催が発表されるとネット上では「ビートルズ初来日に匹敵する初公演」と騒然となった。
ライブはこれまで林原が演じてきたキャラクターが語るドラマパートを挟みながらそのキャラクターにまつわる曲を歌う形で進む。また終盤では同年5月に発売した岡崎律子をトリビュートしたアルバム『with you』のパートも設けられている。
同年9月9日に、ライブの模様がWOWOWライブで独占放送された（アンコールを除く）。

## セットリスト
1. 夢を抱きしめて
2. 好きより大好きミンキースマイル!〈Grow up Version〉
3. 約束〈MOMO&MEGU Version〉
4. Successful Mission
5. hesitation
6. I'll be there
7. 私にハッピーバースデイ
8. 幸せは小さなつみかさね
9. Fine colorday
10. Over Soul
11. trust you
12. 恐山ル・ヴォワール
13. 今際の死神
14. 薄ら氷心中
15. For フルーツバスケット for youth
  - MC
16. Lucky & Happy
17. はじまりはここから
  - MC
18. 青空
  - アンコール
19. スレイヤーズメドレー（Give a reason〜Plenty of grit〜Front breaking)
  - MC
20. JUST BEGUN

## 映像作品
2017年12月13日に、映像ソフト化された。特典映像ではライブのメイキング映像と、2016年7月24日に札幌市で行われた『SAPPORO CITY JAZZ Ezo Groove 2016 林原めぐみ VS JiLL-Decoy association』のダイジェスト収録されたステージの様子も密着映像で収録される。また、封入特典としてLIVEブックレットと、初回生産分には林原自身による舞台演出用のシナリオ台本・衣装ラフスケッチ、公式サイトに掲載されたアフターインタビュー、林原と関わりのある作家によるメッセージ＆イラスト集（寄稿者：あかほりさとる、赤松健、あらいずみるい、冲方丁、北川みゆき、高田裕三、武井宏之）を収録した別冊ブックレットが付属する。

### 収録曲
Blu-ray
1. 夢を抱きしめて
2. 好きより大好きミンキースマイル!〈Grow up Version〉
3. 約束〈MOMO&MEGU Version〉
4. Successful Mission
5. hesitation
6. I'll be there
7. 私にハッピーバースデイ
8. 幸せは小さなつみかさね
9. Fine colorday
10. Over Soul
11. trust you
12. 恐山ル・ヴォワール
13. 今際の死神
14. 薄ら氷心中
15. For フルーツバスケット for youth

=MC=
1. Lucky & Happy
2. はじまりはここから

=MC=
1. 青空

<ENCORE>
1. スレイヤーズメドレー (Give a reason〜Plenty of grit〜Front breaking)

=MC=
1. JUST BEGUN

[特典映像]
「林原めぐみ 1st LIVE –あなたに会いに来て-」メイキング映像
「SAPPRO CITY JAZZ」(2016年7月24日公演) 密着映像
DVD

#### Disc-1
1. 夢を抱きしめて
2. 好きより大好きミンキースマイル!〈Grow up Version〉
3. 約束〈MOMO&MEGU Version〉
4. Successful Mission
5. hesitation
6. I'll be there
7. 私にハッピーバースデイ
8. 幸せは小さなつみかさね
9. Fine colorday
10. Over Soul
11. trust you
12. 恐山ル・ヴォワール
13. 今際の死神
14. 薄ら氷心中
15. For フルーツバスケット for youth

=MC=
1. Lucky & Happy
2. はじまりはここから

=MC=
1. 青空

<ENCORE>
1. スレイヤーズメドレー (Give a reason〜Plenty of grit〜Front breaking)

=MC=
1. JUST BEGUN

#### Disc-2
[特典映像]
「林原めぐみ 1st LIVE –あなたに会いに来て-」メイキング映像
「SAPPRO CITY JAZZ」(2016年7月24日公演) 密着映像

## 配信限定アルバム
映像作品と同時にライブで披露された楽曲のオリジナル音源（スレイヤーズメドレーの3曲もオリジナルサイズで収録）をセットリスト順に収録した配信限定アルバムがリリースされている。このうち「恐山ル・ヴォワール」については、2011年12月10日発行の『ジャンプ改』Vol.6で500名限定CDプレゼントが行われているのみで、配信音源としての一般リリースはこれが初となる。

### 収録曲
1. 夢を抱きしめて [3:53]
作詞：渡辺なつみ、作曲：岡崎律子、編曲：西脇辰弥
2. 好きより大好きミンキースマイル!〈Grow up Version〉 [2:29]
作詞：渡辺なつみ、作曲：岡崎律子、編曲：西脇辰弥
3. 約束〈MOMO&MEGU Version〉 [3:13]
作詞・作曲：岡崎律子、編曲：長谷川智樹
4. Successful Mission [4:10]
作詞：MEGUMI、作曲：佐藤英敏、編曲：矢吹俊郎
5. hesitation [4:49]
作詞：MEGUMI、作曲・編曲：矢吹俊郎
6. I'll be there [5:27]
作詞：MEGUMI、作曲：佐藤英敏、編曲：添田啓二、コーラスアレンジ：奥井雅美
7. 私にハッピーバースデイ [4:07]
作詞：松葉美保、作曲：佐藤英敏、編曲：Vink
8. 幸せは小さなつみかさね [5:26]
作詞・作曲：MEGUMI、編曲：岩本正樹
9. Fine colorday [4:48]
作詞：MEGUMI、作曲：佐藤英敏、編曲：添田啓二
10. Over Soul [3:53]
作詞：MEGUMI、作曲・編曲：たかはしごう
11. trust you [3:27]
作詞：MEGUMI、作曲・編曲：たかはしごう
12. 恐山ル・ヴォワール [6:30]
作詞：武井宏之、作曲・編曲：かぴたろう
13. 今際の死神 [3:00]
作詞・作曲：椎名林檎、編曲：斎藤ネコ
14. 薄ら氷心中 [3:00]
作詞・作曲：椎名林檎、編曲：斎藤ネコ、木管編曲：村田陽一
15. For フルーツバスケット for youth [4:20]
作詞・作曲：岡崎律子、編曲：十川ともじ
16. Lucky & Happy [4:23]
作詞・作曲：岡崎律子、編曲：たかはしごう
17. はじまりはここから [3:20]
作詞・作曲：岡崎律子、編曲：十川ともじ
18. 青空 [5:00]
作詞・作曲：岡崎律子、編曲：長谷川智樹、コーラスアレンジ：たかはしごう
19. Give a reason [4:26]
作詞：有森聡美、作曲：佐藤英敏、編曲：大平勉
20. Plenty of grit [4:49]
作詞：MEGUMI、作曲：佐藤英敏、編曲：大平勉
21. Front breaking [3:44]
作詞：MEGUMI、作曲：佐藤英敏、編曲：五島翔
22. JUST BEGUN [5:25]
作詞：MEGUMI、作曲・編曲：たかはしごう